# Colonia las Flores, Tlalixcoyan
Colonia las Flores är en ort i Mexiko.   Den ligger i kommunen Tlalixcoyan och delstaten Veracruz, i den sydöstra delen av landet, 300 km öster om huvudstaden Mexico City. Colonia las Flores ligger 22 meter över havet och antalet invånare är 126.
Terrängen runt Colonia las Flores är mycket platt, och sluttar österut. Runt Colonia las Flores är det ganska tätbefolkat, med 56 invånare per kvadratkilometer. Närmaste större samhälle är Tlalixcoyan, 9,9 km nordost om Colonia las Flores. Trakten runt Colonia las Flores består till största delen av jordbruksmark.